# Ceramica giapponese

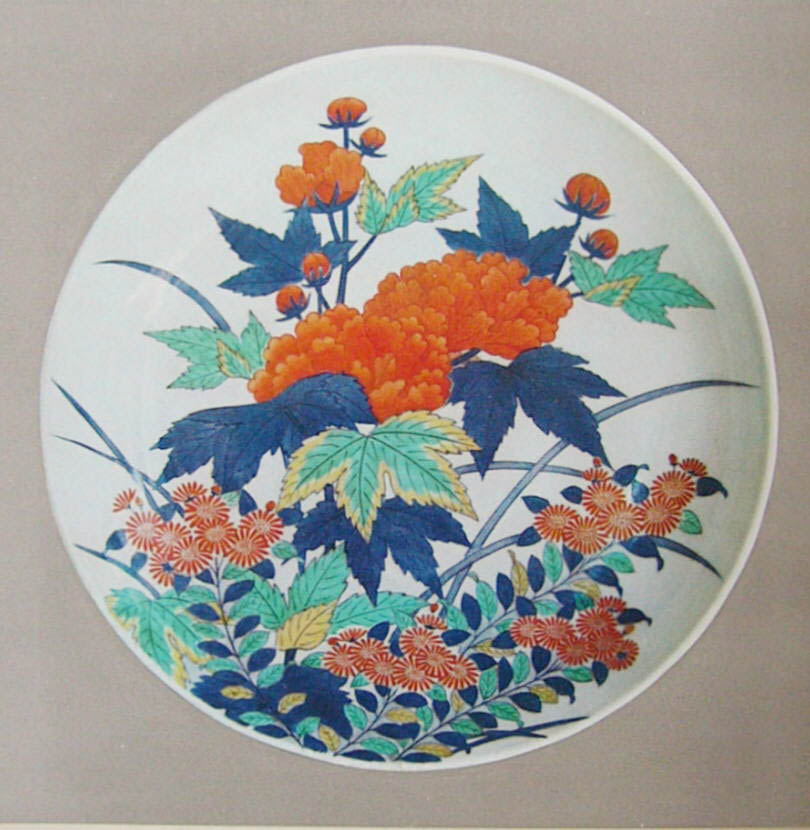
Piatto di Nabeshima, ca. 1690-1710

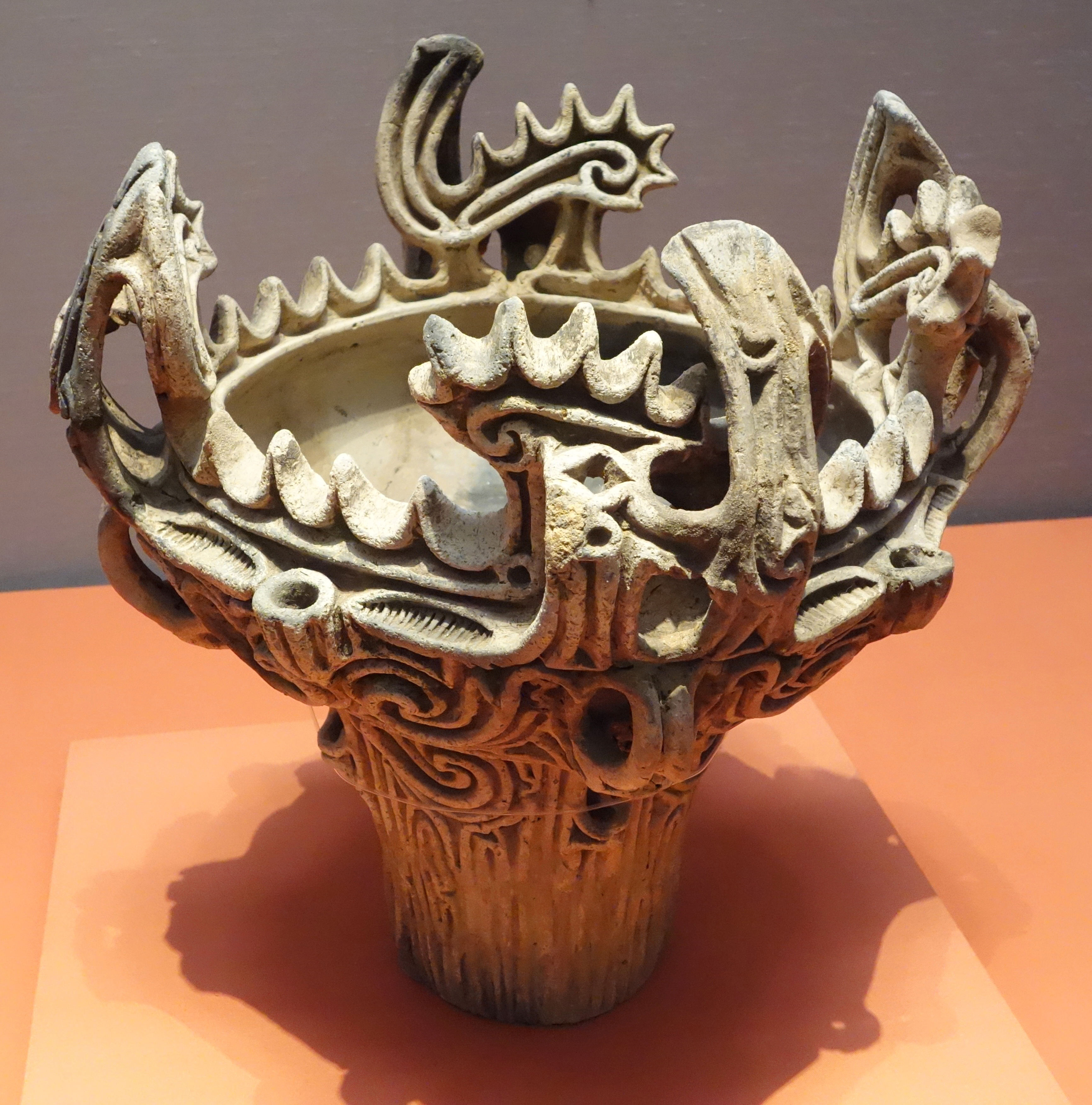
Vaso Jomon con ornamento a forma di fiamma, 3000-4000 a.C.

La ceramica giapponese (陶磁器?, tojiki) è una delle più antiche forme d'arte del paese, risalente al periodo neolitico. I forni hanno prodotto terrecotte, ceramiche, grès, ceramiche vetrinate, grès vetrinato, porcellane e porcellane bianche e blu.

## Introduzione
La storia della ceramica giapponese registra i nomi di molti importanti vasai, alcuni dei quali furono autentici artisti, come Honami Koetsu, Ogata Kenzan, e Aoki Mokubei. Anche i forni anagama si sono sviluppati attraverso i secoli, e la loro influenza ha lo stesso peso di quella dei vasai. Un altro aspetto tipicamente giapponese di questa arte è la continua popolarità del grès ad alta temperatura senza vetrina anche dopo che la porcellana divenne popolare. A partire dal IV secolo, la ceramica giapponese fu spesso influenzata da quella cinese e coreana. I Giapponesi trasformarono e tradussero i prototipi cinesi e coreani in una creazione unicamente giapponese, e il risultato ebbe un carattere distintivo autonomo. A partire dalla metà del XVII secolo quando iniziò a industrializzarsi, il Giappone incorporò caratteristiche proprie nei modelli cinesi e coreani. Nel XX secolo, si sviluppò un'industria ceramica vera e propria (ad esempio Noritake e Toto).

## Storia

### Origini e preistoria

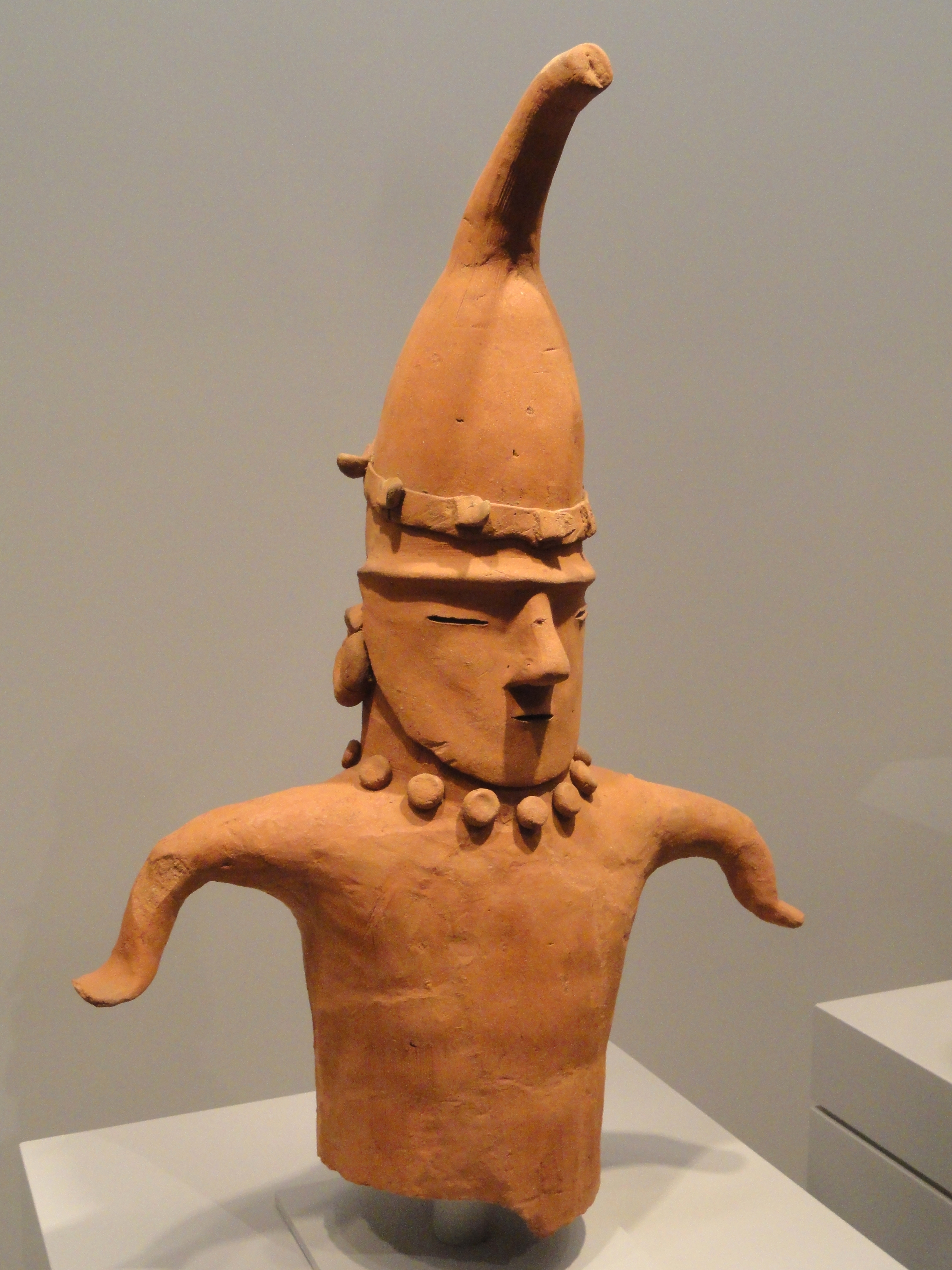
Testa e torso di figura danzante, V-VII secolo d.C.

Nel periodo neolitico (circa XI millennio a.C.), furono realizzate le più antiche terrecotte tenere, e nel VI millennio a.C. apparvero le tipiche ceramiche Jōmon a spirale, decorate con motivi a corda impressi a mano (periodo Jōmon iniziale). Le ceramiche Jōmon svilupparono al loro culmine uno stile fiammeggiante che fu poi semplificato nel tardo periodo Jōmon. La ceramica era modellata da una corda di argilla e cotta in un fuoco all'aperto. I vasi di terracotta decorati realizzati in questo periodo costituiscono alcuni dei più antichi esempi superstiti di ceramica al mondo. I resti di ceramica più antichi al mondo si trovano nei siti della grotta di Yuchanyan (Hunan, Cina), dove sono datati con il metodo del carbonio-14 16100-14500 a.C. e a Miaoyan (Guangxi, sempre in Cina), qua invece datati 17100-15400 a.C. L'antichità di tali siti è pari, se non superiore d'alcuni millenni, ai siti corrispondenti in Giappone del principio del periodo Jōmon, i siti di Simomouchi e di Odai Yamamoto datati 17000 e 15000 a.C.
Nel IV-III secolo a.C. apparve lo stile delle terrecotte Yayoi, che avevano un motivo semplice o nessun motivo. Le ceramiche Jōmon, Yayoi e le più tarde Haji condividevano il processo di cottura, ma seguivano modelli di stili diversi. Il Giappone non mostrò ulteriori progressi significativi nella ceramica fino al XVII secolo.
Nel III e IV secolo d.C., apparvero i forni anagama, caratterizzati da una galleria coperta scavata sul pendio di una collina, e la ruota del vasaio portati nell'isola di Kyūshū dalla penisola coreana. Il forno anagama poteva produrre un grès (ceramica Sue), cotto ad alte temperature di oltre 1.000 °C, a volte abbellite con incidenti prodotti introducendo il materiale dell'impasto nel forno durante la fase di ossidoriduzione della cottura. Le contemporanee ceramiche Haji e gli oggetti funerari Haniwa erano terrecotte come gli Yayoi.

### Dal Medioevo all'epoca moderna

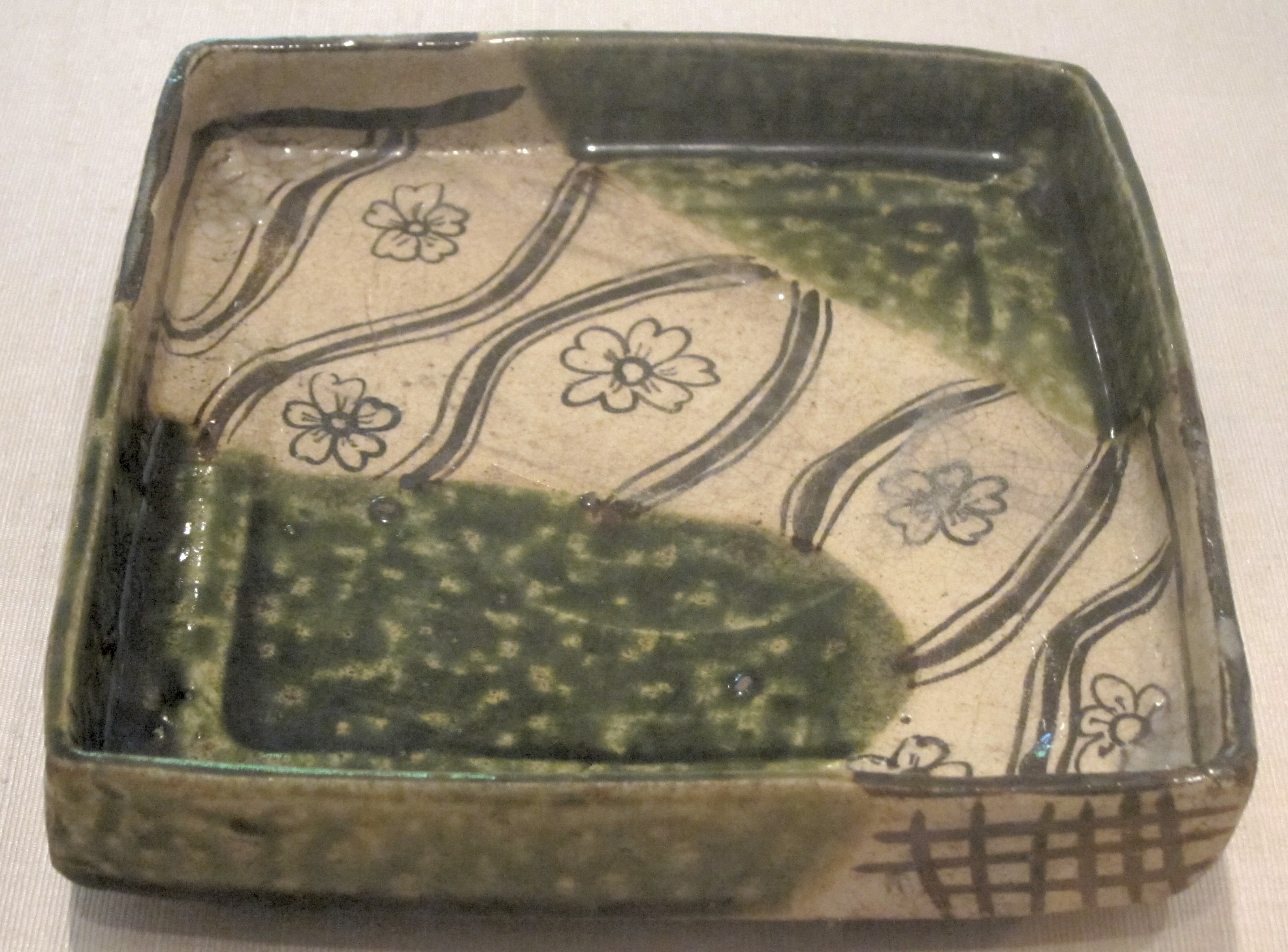
Periodo Momoyama, fine XVI secolo, vassoio Oribe in grès con vetrina

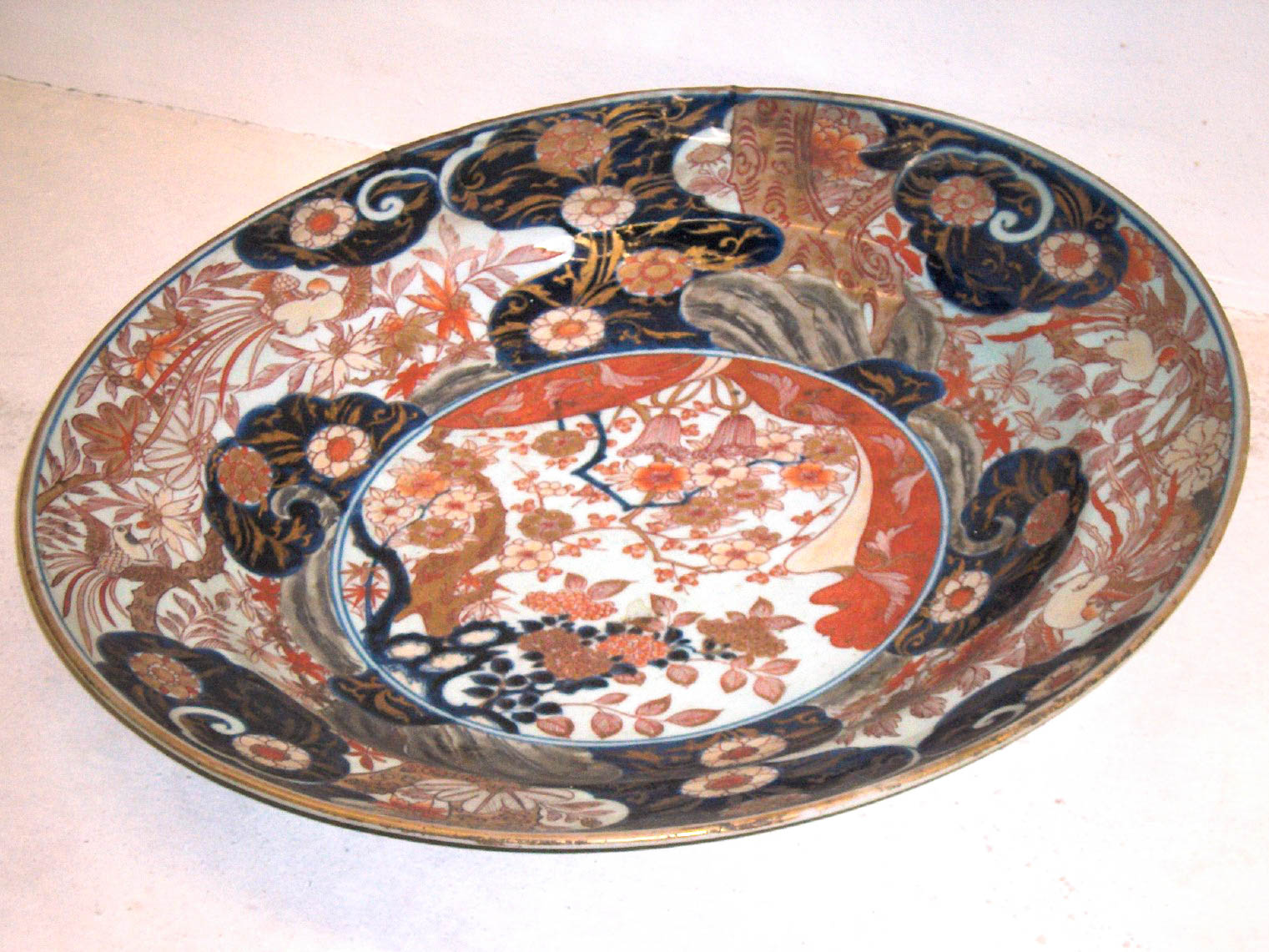
Porcellana Arita esportata da Imari in Europa, chiamata "porcellana di Imari", ca. 1700–1750

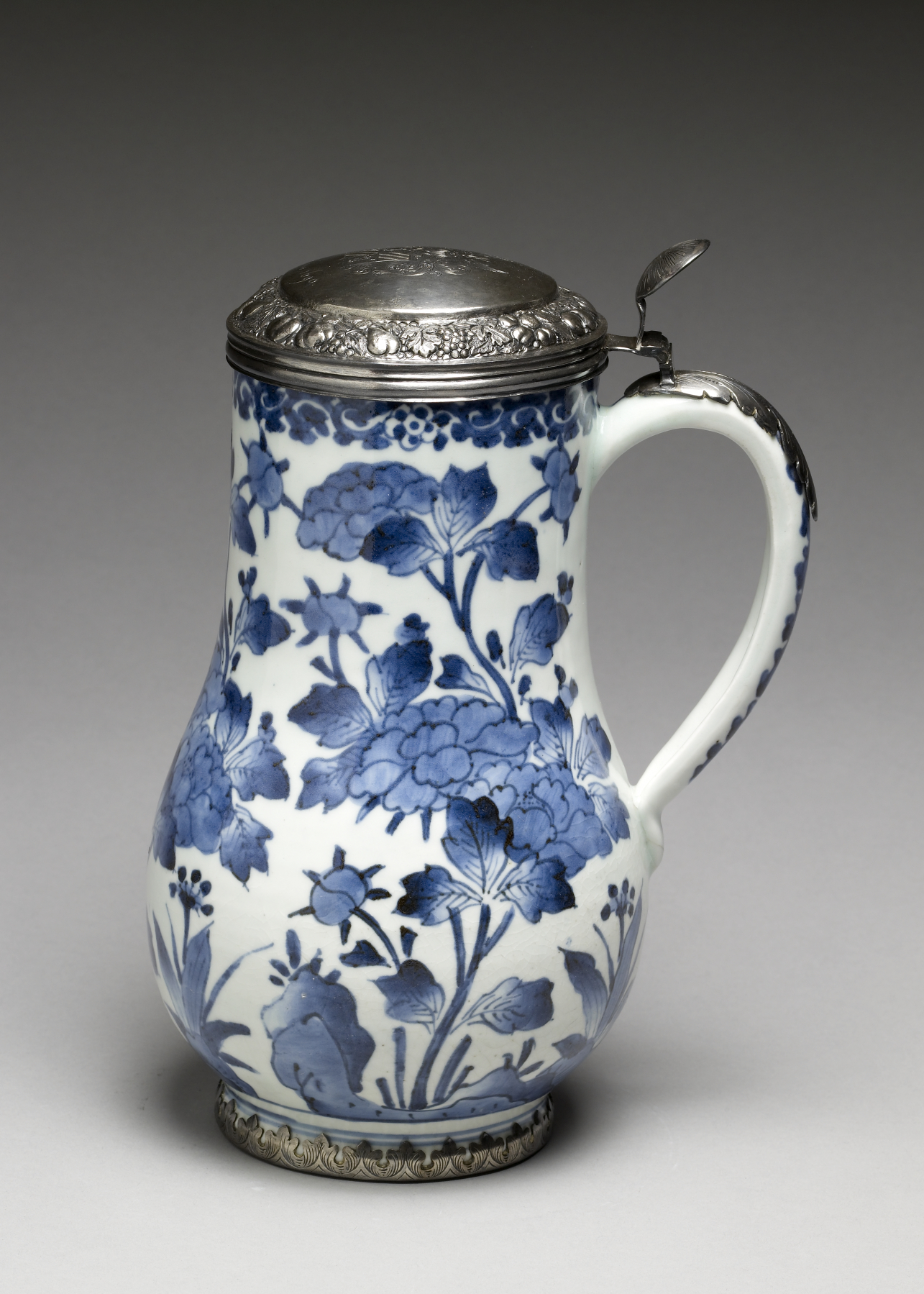
Boccale da esportazione di Arita con coperchio olandese d'argento del 1690

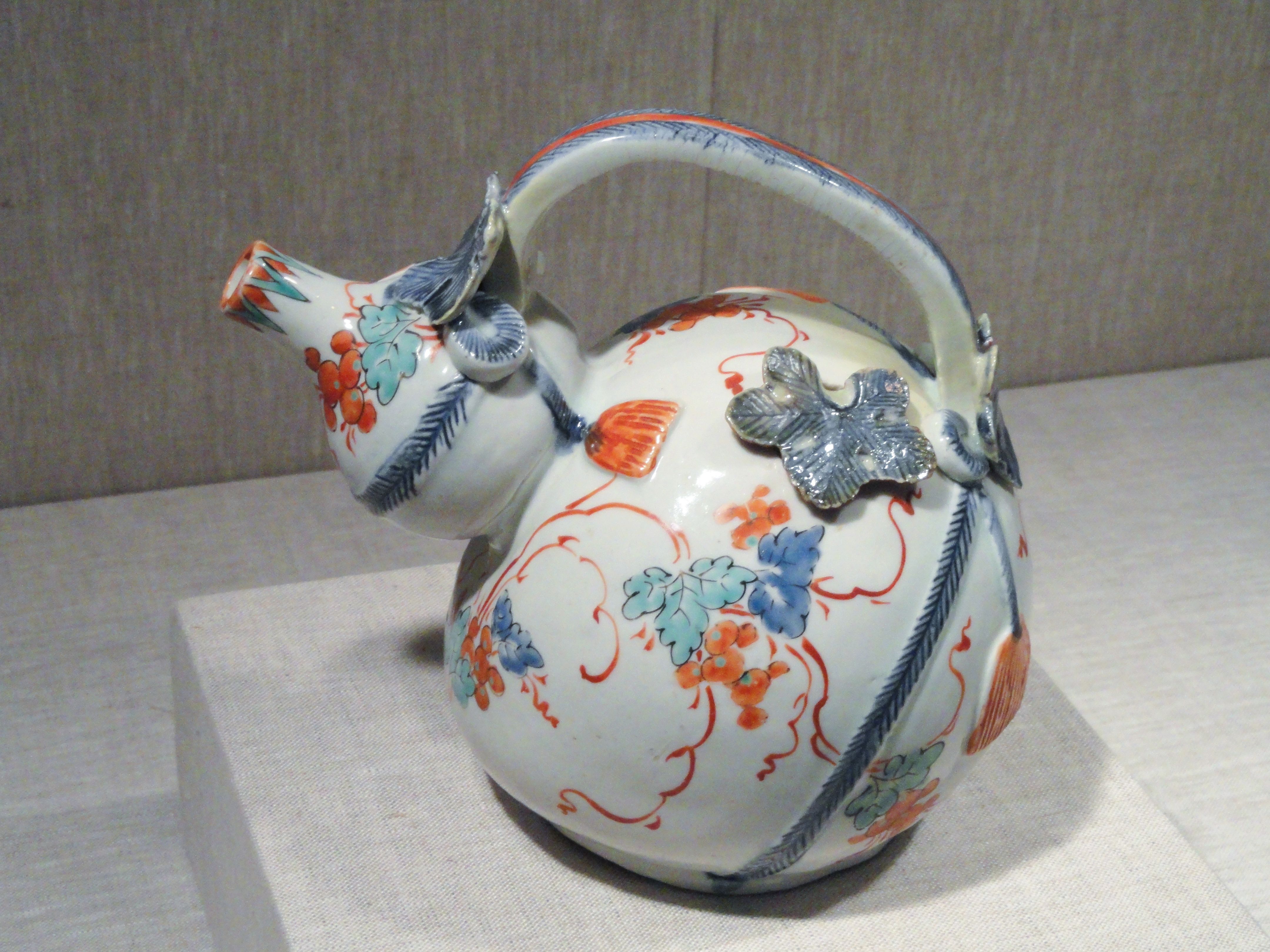
Caraffa a forma di zucca Kakiemon di Arita, fine XVII secolo, Giappone, porcellana con smalto

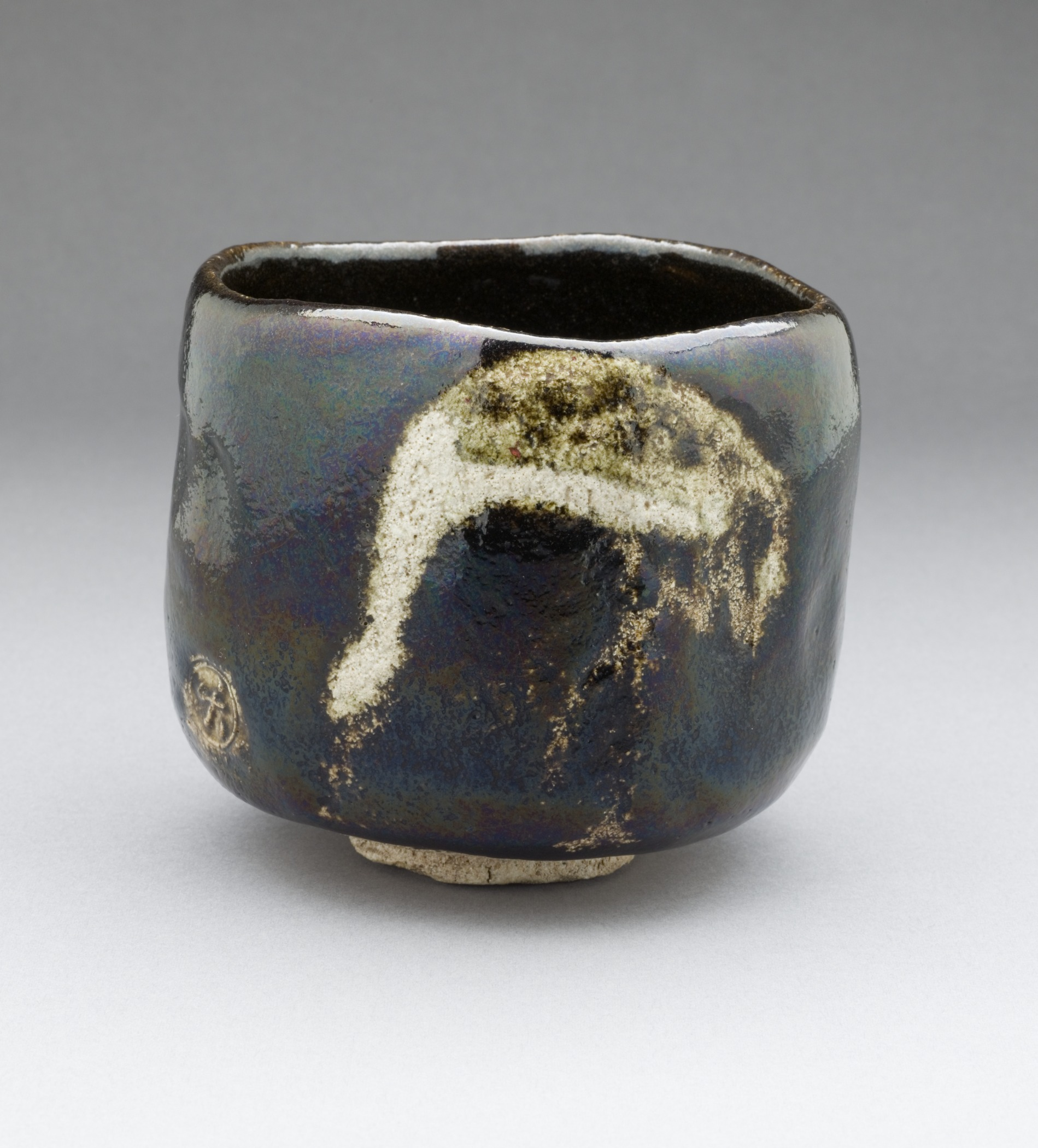
Tazza da tè Raku shorei (pino invecchiato) con disegno di gru, 1810-1838, Raku IX (Ryōnyū)

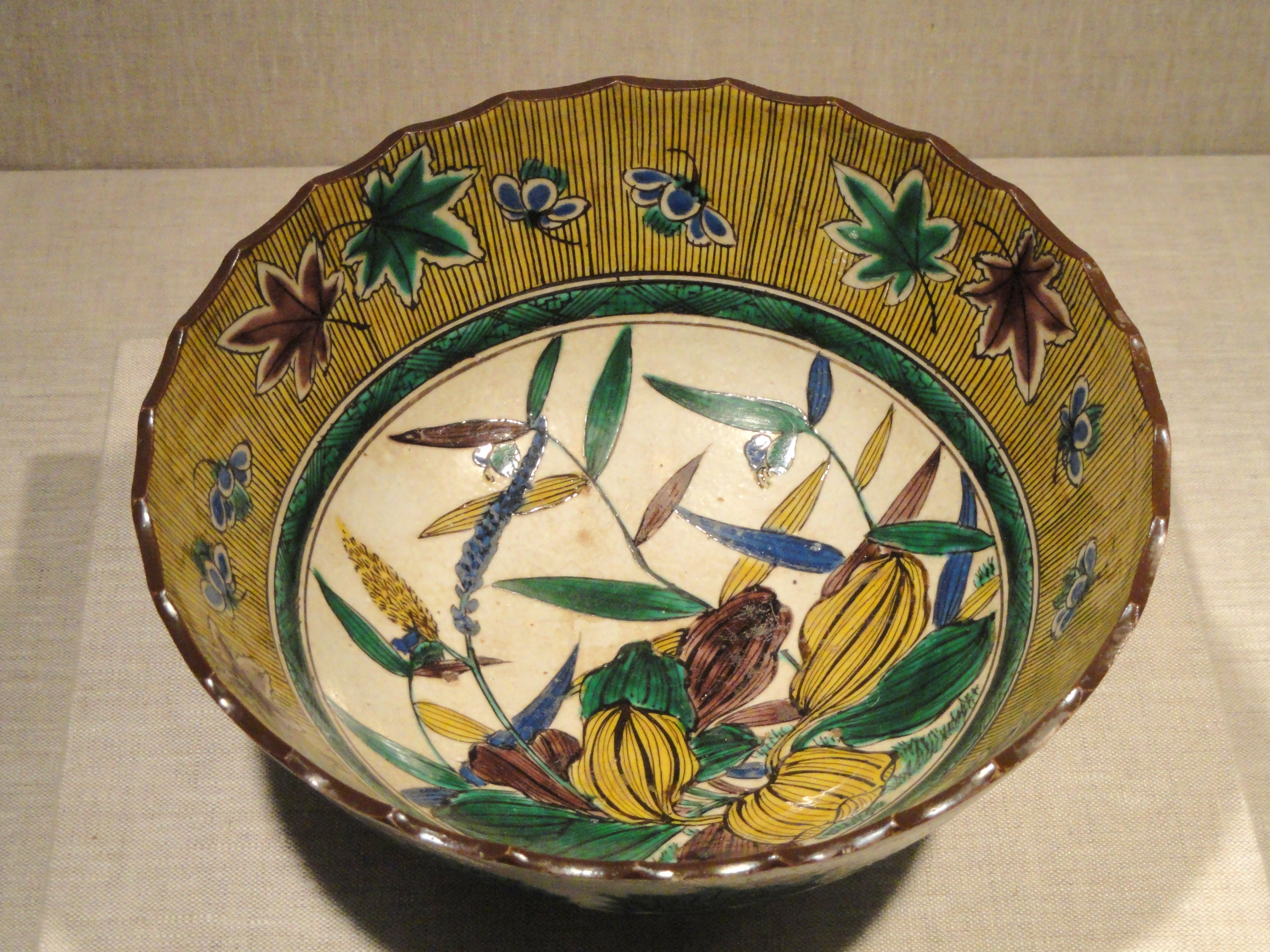
Vassoio per dolci in stile Kutani, c. 1825, porcellana con decorazione sotto vetrina e smalti sopra vetrina

Sebbene una tecnica di vetrinatura di piombo in tre colori fosse stata introdotta in Giappone dalla dinastia Tang della Cina nell'VIII secolo, i forni ufficiali produssero solo una semplice vetrina di piombo verde per i templi nel periodo Heian, intorno all'800-1200 d.C. Fino al XVII secolo, il grès senza vetrine rimase popolare per le esigenze quotidiane di robustezza di una società in gran parte agraria; giare funerarie, giare per la conservazione e una varietà di pentole da cucina rappresentano la massa della produzione. Alcuni dei forni migliorarono la loro tecnologia e divennero celebri come i "Sei forni antichi": Shigaraki (ceramica Shigaraki), Tamba, Bizen, Tokoname, Echizen e Seto.
Tra questi, il forno di Seto nella provincia di Owari (odierna prefettura di Aichi) aveva una tecnica di vetrinatura. Secondo la leggenda, Katō Shirozaemon Kagemasa (noto anche come Tōshirō) studiò le tecniche della ceramica in Cina e portò la ceramica vetrinata ad alta temperatura a Seto nel 1223. Il forno di Seto imitava primariamente la ceramica cinese come sostituto del prodotto originale. Esso sviluppò varie vetrine: marrone cenere, nero ferro, bianco feldspato e verde rame. Le ceramiche erano usate così ampiamente che Seto-mono ("prodotto di Seto") divenne il termine generico per le ceramiche in Giappone. Il forno di Seto produceva anche grès non vetrinato. Alla fine del XVI secolo, molti vasai di Seto fuggendo dalle guerre civili si trasferirono nella provincia di Mino, nella prefettura di Gifu, dove produssero ceramica vetrinata: Seto giallo (Ki-Seto), Shino, Seto nero (Seto-Guro), e ceramica Oribe.
Dalla metà dell'XI secolo al XVI secolo, il Giappone importò una gran quantità di ceramiche verdi in celadon, porcellana bianca e ceramiche bianche e blu cinesi. Il Giappone importò anche vasellame cinese nonché coreano e vietnamita. Tali ceramiche cinesi (Tenmoku) erano considerati articoli sofisticati, che le classi superiori usavano nella cerimonia del tè. I Giapponesi ordinavano dai forni cinesi anche ceramiche progettate su misura.
Con l'ascesa del buddhismo alla fine del XVI secolo, i principali maestri di tè introdussero un cambiamento di stile e favorirono le umili tazze da tè e le ceramiche domestiche coreane rispetto alla sofisticata porcellana cinese. Patrocinata dal maestro di tè Sen no Rikyū, la famiglia Raku fornì tazze da tè di terracotta con la vetrina marrone. Anche Mino, Bizen, Shigaraki (ceramica Shigaraki), Iga (simile a Shigaraki) e altri forni domestici fornirono utensili da tè. Il vasaio artista Honami Kōetsu creò parecchie tazze da tè ora considerate capolavori. Durante l'invasione della Corea del 1592 di Toyotomi Hideyoshi, le truppe giapponesi portarono vasai coreani in Giappone come schiavi. Questi vasai fondarono i forni di Satsuma, Hagi, Karatsu, Takatori, Agano e Arita. Uno dei rapiti, Yi Sam-pyeong, scoprì una materia prima bianca pura necessaria per la porcellana vicino ad Arita e riuscì a produrre la prima porcellana giapponese.
Negli anni quaranta del Seicento, le ribellioni in Cina e le guerre tra la dinastia Ming e i Manciù danneggiarono molti forni cinesi, e nel 1656-1684 il nuovo governo della dinastia Qing bloccò il commercio chiudendo i suoi porti. I vasai cinesi rifugiati riuscirono a introdurre raffinate tecniche per la porcellana e vetrine di smalto nei forni di Arita. Dal 1658, la Compagnia olandese delle Indie orientali cercò in Giappone porcellane blu e bianche da vendere in Europa. A quel tempo, i forni di Arita come il forno di Kakiemon non potevano ancora fornire abbastanza porcellana di qualità alla Compagnia olandese delle Indie orientali, ma espansero rapidamente la loro capacità. Dal 1659-1757, i forni di Arita furono in grado di esportare enormi quantità di porcellana in Europa e in Asia. All'incirca dal 1720 i forni cinesi ed europei cominciarono a imitare lo stile smaltato di Arita e assorbirono un segmento sostanziale di mercato abbassando drasticamente i prezzi. I forni di Arita fornivano anche utensili domestici come le cosiddette ceramiche smaltate Ko-Kutani ("Vecchia Kotani").
Nel 1675, la locale famiglia Nabeshima che governava Arita fondò un forno ufficiale per fare porcellana smaltata di alta qualità per le classi elevate del Giappone, che finì per essere chiamata ceramica Nabeshima. Poiché Imari era il porto di spedizione, la porcellana, sia per esportazione che per uso domestico, fu chiamata Ko-Imari ("Vecchia Imari"). Nel 1759 il pigmento di smalto rosso scuro noto come bengara divenne disponibile industrialmente, portando a una rinascita rossiccia dello stile Ko-Imari arancione del 1720. Vari curatori di musei e mercanti moderni hanno mancato di prestare attenzione a questo avanzamento tecnico, acquisendo reputazioni immeritate basate in realtà sul plagio e sull'ignoranza.
Durante il XVII secolo, a Kyoto, allora capitale imperiale del Giappone, i forni producevano solo ceramica chiara con vetrina piombifera chd assomigliava alla ceramica della Cina meridionale. Tra quegli artigiani, il vasaio Nonomura Ninsei inventò uno smalto sopra vetrina opaco e con il patrocinio dei templi fu in grado di raffinare molti motivi giapponesi. Il suo discepolo Ogata Kenzan inventò uno stile caratteristico di arte e artigianato e portò le ceramiche Kyōyaki (ceramica di Kyoto) a nuove altezze. Le loro opere furono i modelli per il Kyōyaki posteriore. Sebbene i corpi delle porcellane fossero stati introdotti nel Kyōyaki da Okuda Eisen, la ceramica con sopra vetrina era ancora fiorente. Aoki Mokubei, Ninami Dōhachi (entrambi discepoli di Okuda Eisen) ed Eiraku Hozen espansero il repertorio del Kyōyaki.
Dalla fine del XVIII all'inizio del XIX secolo, l'argilla per la porcellana bianca fu scoperta in altre aree del Giappone (ad es., Amakusa) e fu commerciata nel mercato interno, mentre ai vasai fu permesso di spostarsi più liberamente. I signori e i mercanti locali fondarono molti nuovi forni (ad es., il forno di Kameyama e quello di Tobe) per profitto economico, e i vecchi forni come Seto ricominciarono la loro attività di forni per la porcellana. Questi numerosi forni furono chiamati "Forni nuovi" e resero popolare tra la gente comune la porcellana nello stile dei forni di Arita.

### Dal XX secolo ai giorni nostri
L'interesse per l'opera dei vasai dei villaggi fu ripreso in un movimento popolare degli anni 1920 da vasai come Shoji Hamada e Kawai Kanjirō. Questi artisti studiarono le tecniche tradizionali di vetrinatura per preservare le ceramiche native in pericolo di scomparire. Numerose istituzioni vennero sotto l'egida della Divisione per la tutela dei patrimoni culturali. I forni di Tamba, che domina Kōbe, continuarono a produrre le ceramiche per uso quotidiano usate nel periodo Tokugawa, pur aggiungendo forme moderne. La maggior parte delle ceramiche dei villaggi erano fatte in modo anonimo da vasai locali per fini utilitari. Gli stili locali, sia nativi che importati, tendevano a essere continuati senza alterazioni nel presente. Nel Kyūshū, i forni impiantati dai vasai coreani nel XVI secolo, come quello di Koishiwara (Fukuoka) e la sua branca di Onta, perpetuarono le ceramiche contadine coreane del XVI secolo. A Okinawa, la produzione delle ceramiche dei villaggi continuò sotto vari importanti maestri, con Jirō Kinjō onorato come "tesoro nazionale vivente" (人間国宝?, ningen kokuho, letteralmente significa "tesoro culturale vivente"; il titolo ufficiale è "preservatore di importanti patrimoni culturali").
I vasai moderni operano a Shiga, Iga, Karatsu, Hagi e Bizen. Yamamoto Masao (Toushuu) di Bizen e Miwa Kyusetsu di Hagi furono designati ningen kokuho. Solo mezza dozzina di vasai erano stati onorati con tale titolo fino al 1989, o come rappresentanti delle ceramiche di forni famosi o come creatori di tecniche superlative nella vetrinatura o nella decorazione; due gruppi furono designati per aver preservato le ceramiche di antichi e rinomati forni.
Nella vecchia capitale di Kyoto, la famiglia Raku continuò a produrre le rozze ciotole da tè che piacevano così tanto a Hideyoshi. A Mino, i vasai continuarono a ricostruire le formule classiche delle ceramiche da tè di Mino, nello stile di Seto del periodo Momoyama, come la vetrina verde rame della ceramica Oribe e la pregiata vetrina lattea della ceramica Shino. I vasai artisti sperimentarono presso le università delle arti di Kyoto e Tokyo per ricreare la porcellana tradizionale e le sue decorazioni sotto maestri di ceramica quali Fujimoto Yoshimichi, un ningen kokuho. Gli antichi forni della porcellana intorno ad Arita nel Kyūshū furono ancora mantenuti dalla stripe di by the Sakaida Kakiemon XIV e Imaizumi Imaemon XIII, fabbricanti ereditari di porcellana per il clan Nabeshima; entrambi erano capito di gruppi designati mukei bunkazai (無形文化財? vedi Kakiemon e porcellana di Imari).
In contrasto, verso la fine degli anni ottanta del XX secolo, molti maestri vasai non lavoravano più presso i principali o gli antichi forni, ma stavano facendo ceramiche classiche in varie parti del Giappone. A Tokyo, un esempio notevole è Tsuji Seimei, che portò la sua argilla da Shiga, ma insediò la sua produzione di vasi nell'area di Tokyo. Molti artisti erano impegnati a ricostruire gli stili di decorazione o le vetrine cinesi, specialmente il celadon blu-verde e il qingbai verde acqua. Una delle vetrine cinesi più amate in Giappone è la vetrina tenmoku marrone cioccolato che ricopriva le ciotole da tè dei contadini riportata dalla Cina dei Song meridionali (nel XII e XIII secolo) da monaci zen. Con lo sviluppo delle gallerie d'arte giapponese in Giappone e nel mondo, gli artisti giapponesi tendono a lavorare più frequentemente con questo tipo di ceramiche. Per i loro utilizzatori giapponesi, queste ceramiche marrone cioccolato incarnano l'estetica zen del wabi (la semplicità rustica). Negli Stati Uniti, un notevole esempio dell'uso delle vetrine tenmoku si può trovare negli innovativi vasi cristallini modellati al tornio dall'artista di origine giapponese Hideaki Miyamura.

## Stili delle ceramiche giapponesi

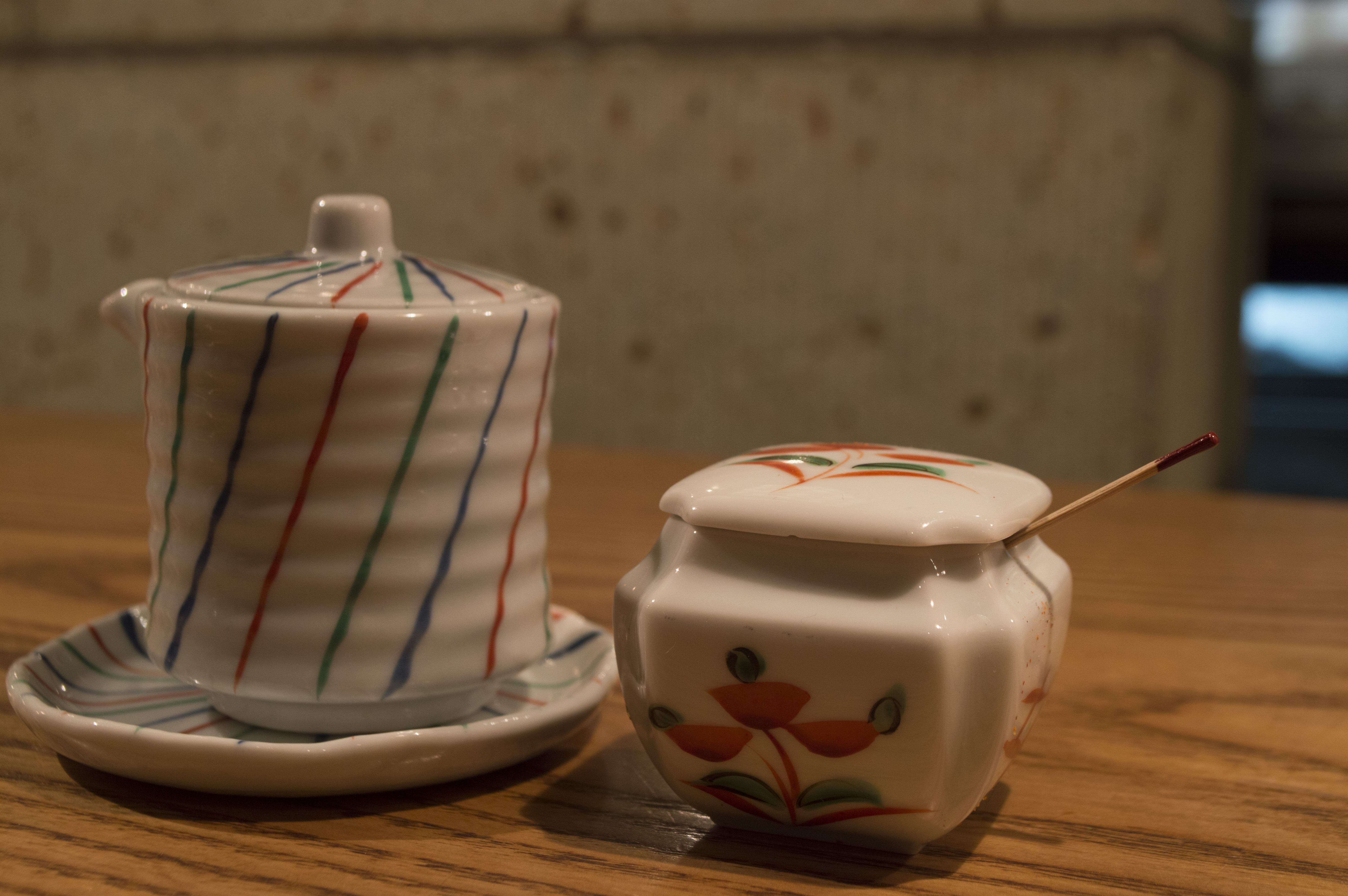
Ceramiche usate nella vita di tutti i giorni

- Bizen-yaki - Prodotta nella Prefettura di Okayama. Chiamata anche Inbe-yaki. Una ceramica marrone rossiccia, che si crede risalente al VI secolo.
- Hagi-yaki - Prodotta nella Prefettura di Yamaguchi. Poiché viene cotta a temperatura relativamente bassa, è fragile e trasmette rapidamente il calore del suo contenuto.
- Hasami-yaki - Prodotta ad Hasami, nella Prefettura di Nagasaki.
- Imari-yaki - Detta anche Arita-yaki. Prodotta nella Prefettura di Saga. Introdotto da vasai coreani all'inizio del periodo Edo.
- Karatsu-yaki - Prodotta nella Prefettura di Saga. La ceramica più prodotta nel Giappone occidentale. Si crede sia iniziata nel XVI secolo.
- Koishiwara-yaki - Prodotta nella Prefettura di Fukuoka. La maggior parte della produzione consiste in tazze da tè, teiere, vasi da fiori e recipienti per sakè e, in linea con la filosofia del Movimento Mingei, oggetti pratici per l'uso domestico quotidiano. Originata da un vasaio coreano nel XVI secolo.
- Kutani-yaki - Prodotta nella Prefettura di Ishikawa.
- Kyō-yaki - Tipica di Kyoto.
- Mino-yaki - Prodotta nella Prefettura di Gifu. Include Shino-yaki, Oribe-yaki, Setoguro e Ki-Seto.
- Onta-yaki - Prodotta nella Prefettura di Oita, in una piccola comunità di vasai che tramandano le tecniche di produzione di padre in figlio. Realizzata esclusivamente attraverso forni a legna.
- Ōtani-yaki - Ceramica di grande dimensioni prodotta a Naruto (Tokushima).
- Raku-yaki - Prodotta a Kyoto. Un proverbio sulla gerarchia delle tipologia di ceramica utilizzate per la cerimonia del tè dice: "Primo, Raku(-yaki). Secondo, Hagi. Terzo, Karatsu."
- Ryumonji-yaki - Prodotto nella Prefettura di Kagoshima. Iniziata da vasai coreani circa quattrocento anni fa.
- Satsuma-yaki - Prodotta nell'isola di Kyūshū. Iniziata da vasai coreani circa quattrocento anni fa.
- Seto-yaki - Prodotto nella Prefettura di Aichi. La ceramica più prodotta in Giappone. A volte, il termine Seto-yaki (o Seto-mono) è utilizzato per indicare qualsiasi ceramica giapponese.
- Shigaraki-yaki - Prodotta nella Prefettura di Shiga. Uno degli stili più antichi del Giappone. Famosa per i pezzi di ceramica tanuki.
- Obori Sōma-yaki - Prodotta nella Prefettura di Fukushima. L'immagine del cavallo è spesso ricorrente, in quanto il relativo ideogramma è presente nel nome (馬, uma/ma)[11].
- Tamba-yaki - Prodotta nella Prefettura di Hyōgo. Chiamato anche Tatekui-yaki. Uno dei sei tipi più antichi del Giappone.
- Tobe-yaki - Prodotta nell’isola di Shikoku. Porcellana decorata con dipinti blu cobalto, utilizzata soprattutto per stoviglie.
- Tokoname-yaki - Prodotta nella Prefettura di Aichi. La maggior parte sono vasi da fiori, ciotole da riso, tazze da tè.
- Yokkaichi-Banko-yaki - Prodotta nella Prefettura di Mie. La maggior parte della produzione è costituita da tazze da tè, teiere, vasi da fiori e recipienti per sakè. Si crede si sia originato nel XIX secolo.

### Ulteriori letture
- Murase, Miyeko, Bridge of dreams: the Mary Griggs Burke collection of Japanese art, New York, The Metropolitan Museum of Art, 2000, ISBN 0870999419.
- Takeshi, Nagatake, Japanese ceramics from the Tanakamaru collection, New York, The Metropolitan Museum of Art, 1979.